# Antonina (Vorname)
Antonina und Antoņina sind weibliche Vornamen.

## Herkunft und Bedeutung
Der Name ist die lettische, italienische, polnische und russische Form von Antonia. Weitere Varianten sind Antonie, Nina (italienisch), Tola, Tosia (polnisch) und Nina, Tonya (russisch).
Die männliche Form lautet Antoninus.

## Bekannte Namensträgerinnen
- Antonina Iwanowna Abarinowa (1842–1901), russische Opernsängerin
- Maria Antonina Czaplicka (1886–1921), polnisch-britische Kulturanthropologin
- Antonina Hoffmann (1842–1897), polnische Schauspielerin
- Antonina Jefremowa (* 1981), ukrainische Sprinterin
- Antonina Wladimirowna Kriwoschapka (* 1987), russische Leichtathletin
- Antonina Nikolajewna Lasarewa (* 1941), sowjetische Hochspringerin
- Antonina Wiktorowna Machina (* 1958), sowjetische Ruderin
- Antonina Michailowna Maximowa (1916–1986), russische Schauspielerin
- Antonina Ordina (* 1962), schwedische Skilangläuferin
- Antonina Wassiljewna Sabaschnikowa (1861–1945), russische Pianistin und Publizistin
- Antonina Witaljewna Santalowa (* 1999), russische Handballspielerin
- Antonina Alexandrowna Seredina (1929–2016), sowjetische Kanutin und Olympiasiegerin
- Antonina Setowa (* 1973), bulgarische Volleyballspielerin
- Antonina Wessenina (* 1986), russische Opernsängerin
- Antonina Wyrzykowska (1916–2011), eine Polin, die mit dem Ehrentitel Gerechter unter den Völkern ausgezeichnet wurde